# Cantó d'Altkirch
El cantó de Altkirch (alsacià Kanton Àltkirech) és una divisió administrativa francesa situat al departament de l'Alt Rin i a la regió del Gran Est

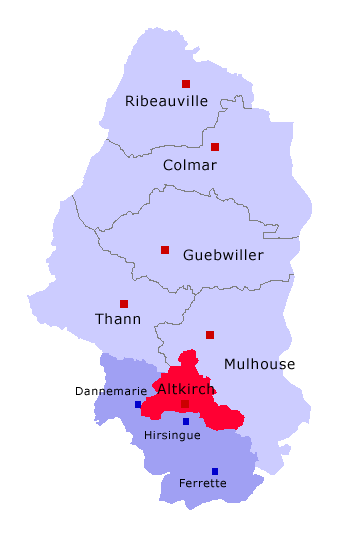
representació del cantó d'Altkirch al districte d'Altkirch i al departament de l'Alt Rin

## Composició
El cantó aplega 27 comunes :
| Nom alsacià      | Nom francès               | Nom alemany      |
| Ààschpi          | Aspach                    | Aspach           |
| Àltkírech        | Altkirch                  | Altkirch         |
| Bàllerschdorf    | Ballersdorf               | Ballersdorf      |
| Barezwiller      | Berentzwiller             | Berenzweiler     |
| Dàgelse          | Tagolsheim                | Tagolsheim       |
| Eglínge          | Eglingen                  | Eglingen         |
| Emlínge          | Emlingen                  | Emlingen         |
| Frànke           | Franken                   | Franken          |
| Frehnige         | Froeningen                | Fröningen        |
| Haidwíller       | Heidwiller                | Heidweiler       |
| Haiwíller        | Heiwiller                 | Heiweiler        |
| Hundsbe          | Hundsbach                 | Hundsbach        |
| Hüsgaie          | Hausgauen                 | Hausgauen        |
| Huuscht          | Hochstatt                 | Hochstatt        |
| Íllfert          | Illfurth                  | Illfurth         |
| Jettige          | Jettingen                 | Jettingen        |
| Karschbach       | Carspach                  | Karspach         |
| Lüemschwíller    | Luemschwiller             | Lümschweiler     |
| Neederspachbi    | Spechbach-le-Bas          | Niederspechbach  |
| Owermorschwíller | Obermorschwiller          | Obermorschweiler |
| Owerspachbi      | Spechbach-le-Haut         | Oberspechbach    |
| Sànkt Bernhàrd   | Saint-Bernard (Haut-Rhin) | Sankt Bernhard   |
| Schwobe          | Schwoben                  | Schwoben         |
| Tàgsdorf         | Tagsdorf                  | Tagsdorf         |
| Wàhle            | Walheim (Haut-Rhin)       | Walheim          |
| Willer           | Willer                    | Weiler           |
| Witterschdorf    | Wittersdorf               | Wittersdorf      |

## Conseller general de l'Alt Rin
- 2002-2010: Alphonse Hartmann
- 1979-2002: Jean-Luc Reitzer